# Kaspersky Lab
Kaspersky Lab (russisk: Laboratoriya Kasperskogo) er en russisk virksomhed, der arbejder med computersikkerhed og er grundlagt i 1997 af Eugene Kaspersky. Firmaet udvikler og sælger antivirus- og anti-spyware programmer samt spam-filtre og andre produkter for sikring af computere mod ondsindet indtrængen af uønskede programmer.
Kaspersky er blandt de absolut førende i branchen med mere end 400 millioner brugere verden over. Deres anti-virus software er i både 2011, 2013 og 2015 kåret som årets produkt af det anerkendte og uafhængige AV-Comparatives, der tester og sammenligner forskellig anti-virus software. Ligeledes kåret som årets produkt i 2013 af computermagasinet PC World. Kaspersky er desuden Microsoft Gold Partner i sikkerhedsløsninger til Windows.
Kaspersky har et stort forskerteam, der opsøger og analyserer malware og virus. Det var således forskere fra Kaspersky Lab, der i 2012 opdagede den kendte virus Flame og senere kunne dokumentere, at den havde forbindelser til det berygtede Stuxnet, der er verdens hidtil mest avancerede malware, målrettet mellemøsten og især Iran, herunder landets atomfaciliteter. I februar 2015 afslørede Kaspersky The Equation Group. En helt ny type spyware der i modsætning til traditionel software-baseret malware, inficerer harddiskens firmware - hvilket gør det stort set umuligt at detektere, efter som at traditionel anti-virus software ikke har adgang til eller nogen kontrol over harddiskens firmware.
Udover de allerede kendte trusler, der er registreret i Kasperskys database, henter deres software også informationer fra det cloud-baserede Kaspersky Security Network (KSN). Det betyder, at alle enheder der har installeret Kasperskys software, automatisk samarbejder med hinanden. Hvis en bruger eksempelvis besøger en hjemmeside og der bliver detekteret en ny trussel, vil andre brugere automatisk blive advaret imod at tilgå siden, hvis de forsøger det efterfølgende.
Kasperskys software indeholder desuden en funktion kaldet Automatic Exploit Prevention, der automatisk overvåger aktivitet på enheden for mistænkelig malwarelignende adfærd. Det betyder, at hvis der foregår aktivitet på enheden, der egentlig ikke er klassificeret som malware, men som har en adfærd der ligner malwareadfærd, så vil det automatisk blive blokeret for en sikkerheds skyld. Det kan medføre såkaldte false positives, som danske kunder bl.a. kunne opleve med NemID. NemID blev dog senere whitelisted af Kaspersky Lab, da det medførte problemer for danske kunder.
Virksomheden har hovedsæde i Moskva, Rusland og har lokale kontorer i Storbritannien, Frankrig, Tyskland, Holland, Polen, Rumænien, Japan, Kina, Sydkorea, USA og Danmark.
Danskeren Leif Jensen er direktør for Kasperskys nordiske afdeling i København med 5 ansatte.

## Priser

### AV-Comparatives
Kaspersky Labs produkt Kaspersky Internet Security er blevet kåret som årets produkt, den mest prestigefulde pris AV-Comparatives giver, i 2011, 2013 og 2015. Det skal ses i betragtning af at AV-Comparatives har den politik, at en antivirus producent ikke kan få prisen årets produkt 2 år i træk. Hvorfor Kaspersky har fået prisen som årets produkt hvert år det var dem muligt siden 2011. Derudover har Kaspersky ikke fået andet end 3 stjerner ud af 3 i alle tests siden oktober 2012 hvor de fik 2 stjerner.
I marts 2017 fik Kaspersky Lab følgende udmærkelser af AV-Comparatives:
Marts: 3 stjerner i Malware Protection Test
Maj: 3 stjerner i Performance test
Juli: 3 stjerner i Real World Protection test
September: 3 stjerner i Malware Protection Test
Oktober: 3 stjerner i Performance test.

### AV-TEST
I både april- og juni-testen (de to eneste der i skrivende stund er udført) har AV-TEST givet Kaspersky 6.0 ud af 6.0 i "Protection", "Performance" og "Usability"
| AV-TEST årlig pris (til antal Kaspersky Lab produkter) | Bedste Beskyttelse | Bedste Ydeevne | Bedste Brugervenlighed | Bedste Reparation |
| 2016                                                   | 2                  | 2              | 3                      | 1                 |
| 2015                                                   | 0                  | 1              | 1                      | 1                 |
| 2014                                                   | 0                  | 1              | 0                      | 1                 |

## Ekstern henvisning
- Wikimedia Commons har flere filer relateret til Kaspersky Lab
- Kaspersky Lab hjemmeside
- Securelist - sikkerhedsportal drevet af Kaspersky med diverse nyheder, analyser, info, mv.